# Geranium sessiliflorum
Geranium sessiliflorum е вид диворастящ здравец от семейство Здравецови (Geraniaceae).

## Разпространение и местообитание
Видът е разпространен в Нова Зеландия и Тасмания. Расте по скалисти, огрети от слънцето места. Предпочита добре дренирани почви.

## Описание
На височина достига до 10 см. Цъфти в бяло от юни до септември. Листата му имат характерен бронзов оттенък.